# Cultura di Ozieri

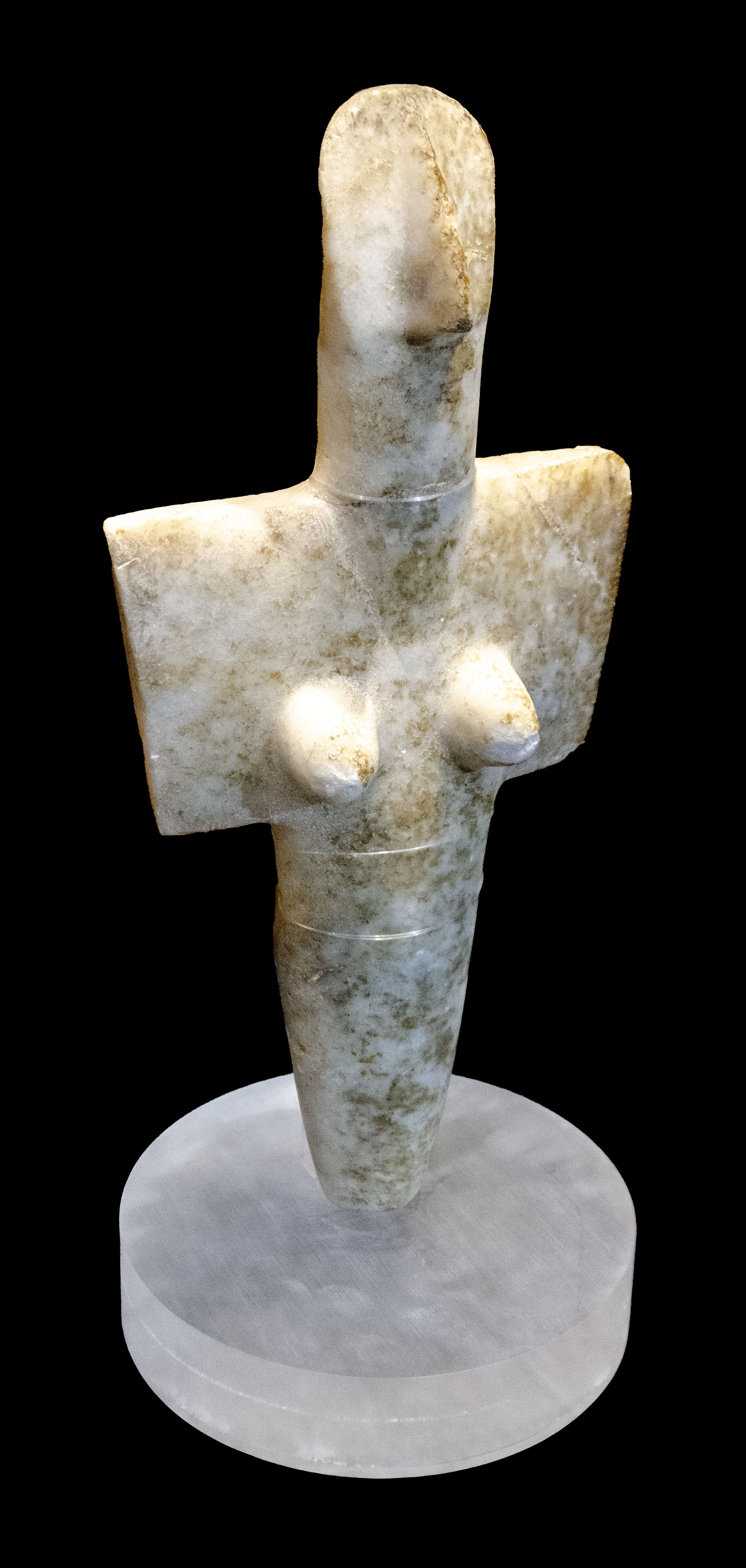
Senorbì Dea Madre di Turriga - IV millennio a.C. - Museo archeologico nazionale di Cagliari.

La cultura di Ozieri (o di San Michele) fu una cultura prenuragica che si sviluppò in tutta la Sardegna durante un periodo di tempo che va dal 4000 a.C. al 3300 a.C. Il suo nome deriva dalla località in cui sono state rinvenute per la prima volta testimonianze importanti e precisamente in una grotta chiamata di San Michele, presso la cittadina di Ozieri nella Sardegna settentrionale.
Gli scavi archeologici effettuati nel 1914 e successivamente 1949 hanno portato alla luce oggetti con rifiniture fino ad allora mai viste in Sardegna. Tali ritrovamenti evidenziano chiaramente il notevole progresso sociale e culturale conseguito dalle popolazioni preistoriche sarde, progresso che si estese anche oltre lo stretto di Bonifacio, fino alla vicina Corsica.
Nella grotta di San Michele furono rinvenuti vasi finemente lavorati e forniti di tripodi, con motivi geometrici incisi elegantemente sull'argilla e colorati con ocra rossa. I più datati si presentano di forma tonda e poco rifiniti, mentre quelli di epoca più tarda sono fortemente stilizzati e con una forma più affinata. Sulla base di questi importanti ritrovamenti gli archeologi sono concordi nel definire la Cultura di Ozieri come la prima grande cultura sarda.

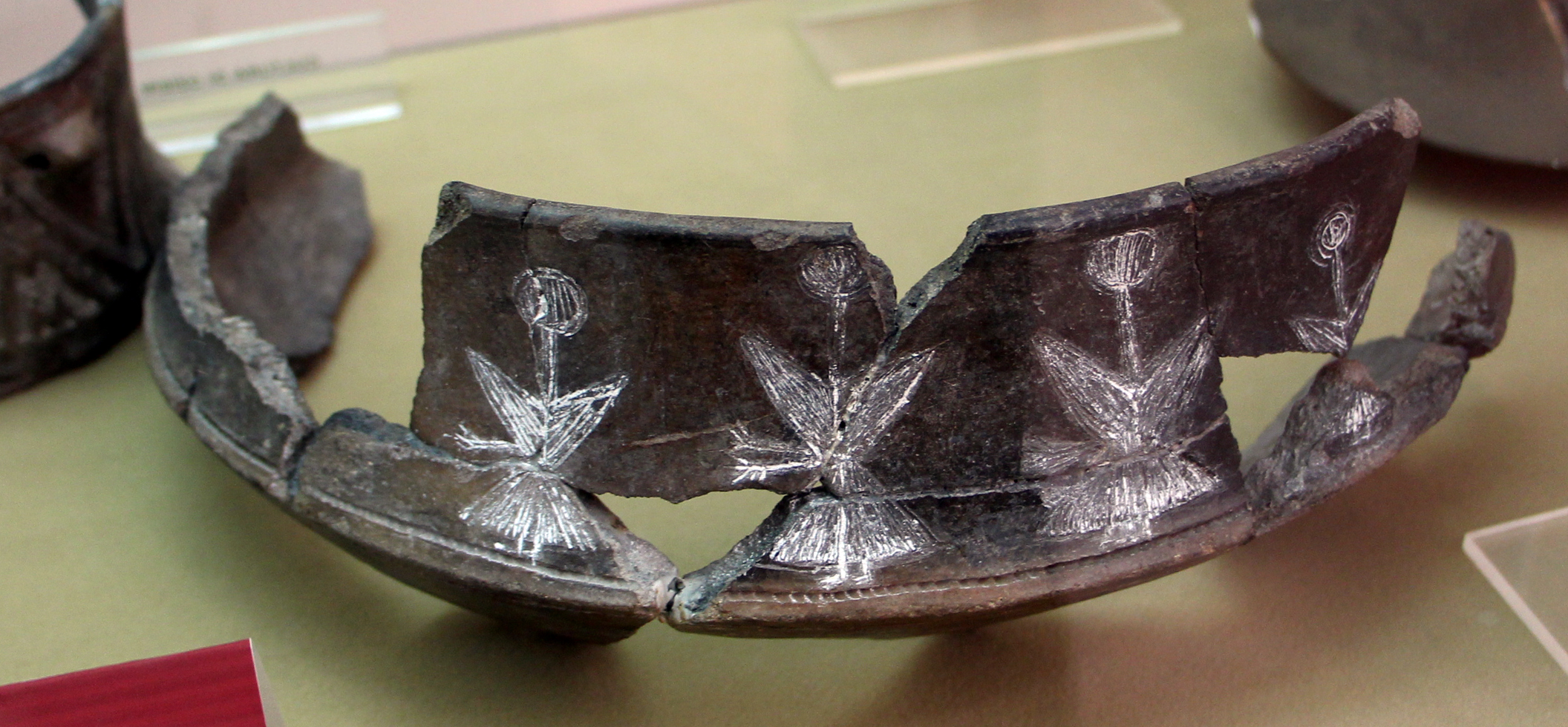
Frammento di vaso con figure umane, Museo nazionale archeologico ed etnografico G. A. Sanna

## Origini orientali
Gli studiosi considerano questo tipo di vasellame come una novità per la Sardegna neolitica e fino ad allora simili manufatti erano ritenuti tipici delle isole Cicladi e di Creta. Si presume che a seguito di importanti scambi con quelle lontane isole, nuove tecniche manifatturiere, nuove conoscenze nella metallurgia e nuovi stili di vita, vivificarono le esistenti culture dando un notevole impulso ai commerci e originando una più evoluta società civile organizzata stabilmente in tante comunità. Alla luce di queste preziose testimonianze l'origine della Cultura di Ozieri fu definita di provenienza orientale e tali ritrovamenti dimostrarono inequivocabilmente il forte scambio culturale e commerciale intercorso tra i sardi pre-nuragici e popolazioni neolitiche greche.

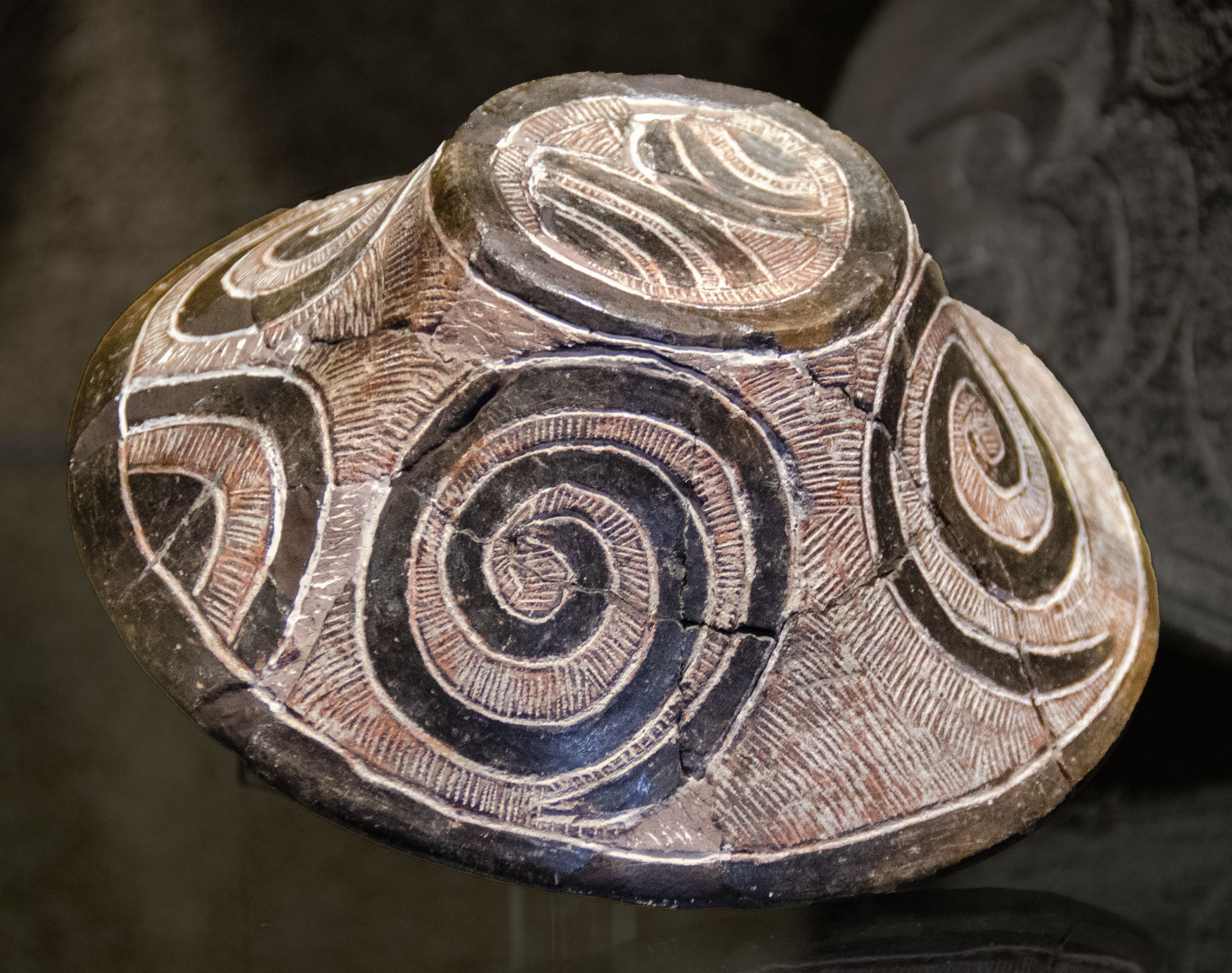
Ceramica della cultura di Ozieri

### Struttura socio-economica
Secondo uno dei più noti studiosi della preistoria sarda, l'archeologo Giovanni Lilliu, una peculiarità di questa cultura fu l'evolversi progressivo da una originaria società di tipo urbano e sedentario, ad una società rurale e contadina dove le popolazioni vivevano prevalentemente raggruppate in piccoli villaggi.
Questa importante caratteristica - sempre secondo il noto studioso - ha un preciso significato storico perché individua le origini e spiega i successivi modelli di sviluppo della Sardegna attraverso i secoli, modelli calcati (in parte ancora oggi) sul tipo di società del villaggio

### I villaggi

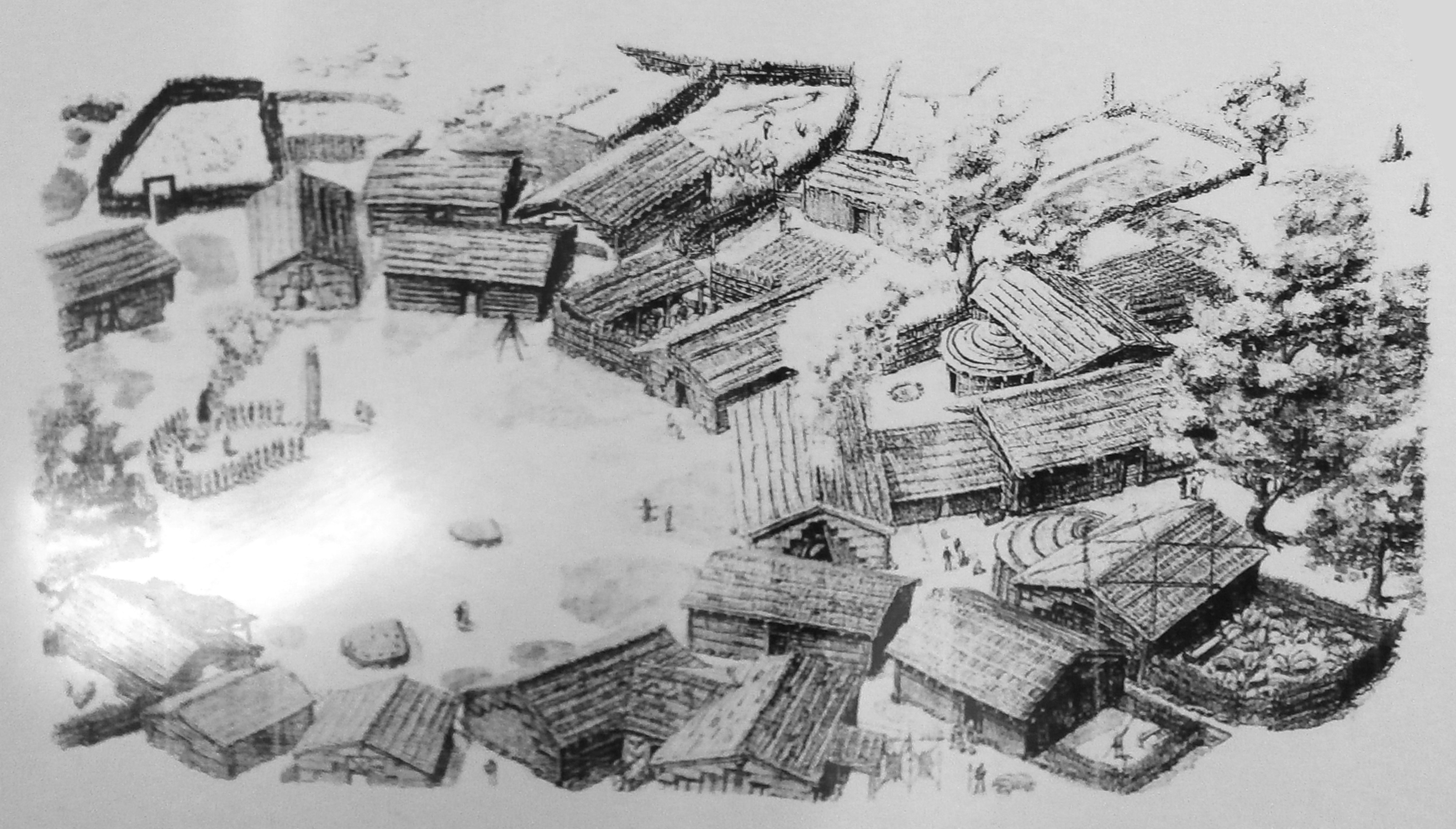
Villaggio di Monte d'Accoddi

Sono stati rinvenuti dappertutto nell'Isola, sia nelle pianure che nelle montagne, più di 200 piccoli centri rurali, costituiti prevalentemente da capanne costruite in pietra, con un muro circolare (ma anche rettangolare) sul quale veniva poi adagiata una struttura in legno ricoperta successivamente di frasche.
A Puisteris, vicino a Mogoro ne è stato ritrovato uno formato da 267 capanne, si pensa erette anche su pali infissi nel terreno. I pavimenti erano costituiti da lastre di calcare, di acciottolato di basalto o argilla battuta.
La totale mancanza di fortificazioni a difesa dei villaggi e la scarsità di armi rinvenute nelle sepolture, lasciano intuire che queste genti coabitavano pacificamente il territorio e nessuna evidenza lascia trasparire segni di quella bellicosa classe di guerrieri che sorgerà, più tardi, fortissima e dominante, durante la civiltà nuragica, anche se, nella facies gallurese già si intravede la nascita di una particolare aristocrazia, in contrasto con la struttura tendenzialmente democratica della corrente principale nella cultura di Ozieri.

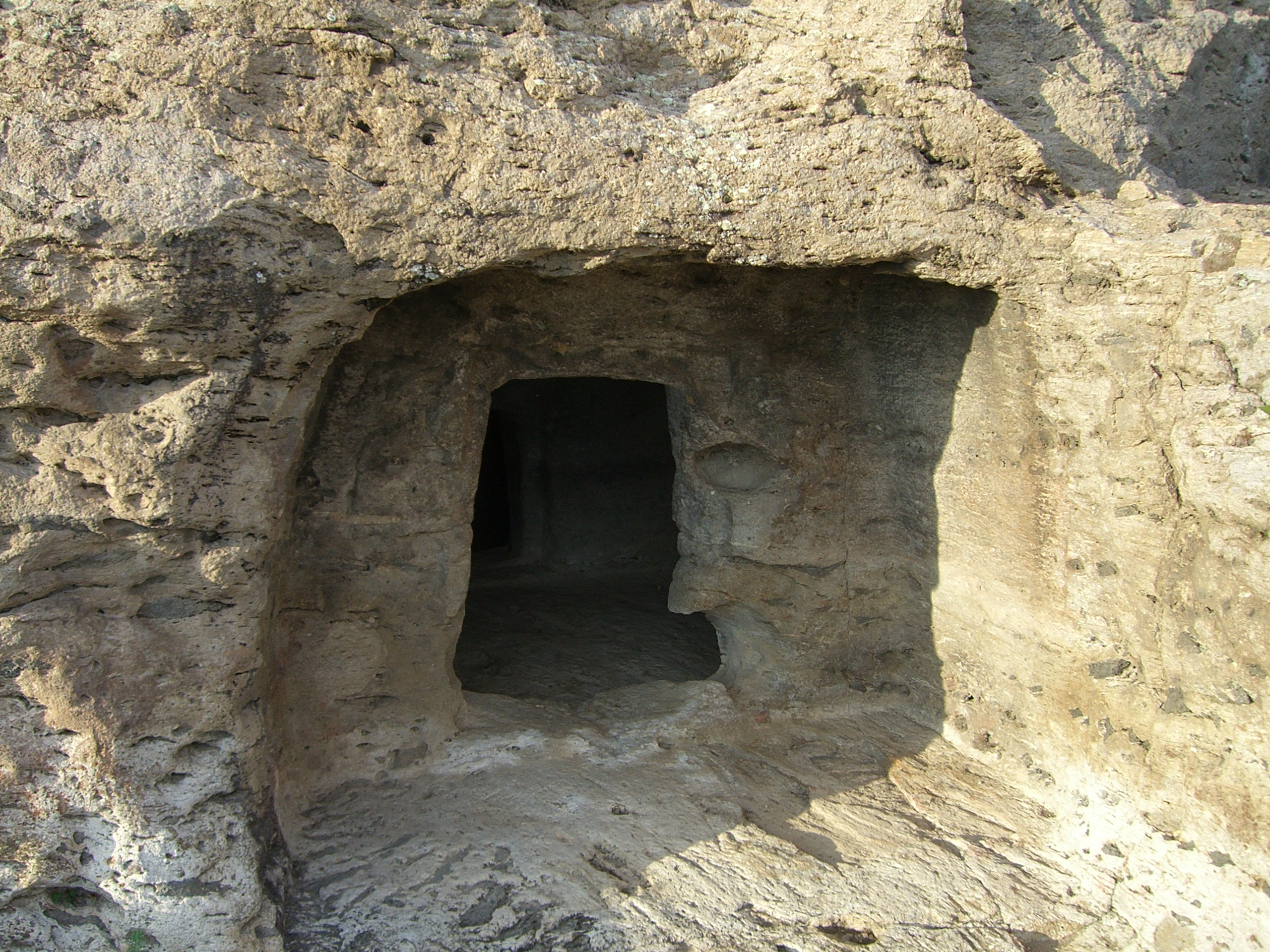
San Giovanni Suergiu, Necropoli di Is Loccis-Santus.

## Il culto dei defunti
Importanti vestigia testimoniano tra le genti abitanti la Sardegna in quel periodo, il graduale svilupparsi di un articolato universo spirituale con vari e particolari culti ad esso connessi. Tra questi sicuramente il più importante fu quella relativo ai defunti ed al loro caratteristico seppellimento inumatorio in particolari grotticelle scavate abilmente nella roccia.
I ricercatori ritengono questa usanza tipica di quelle società contadine che, sviluppando particolari concezioni sacre, identificarono nella conservazione dei corpi una maniera per assicurarne anche la rigenerazione della vita, rigenerazione che - secondo queste credenze - avveniva attraverso la naturale rinascita stagionale dei cicli vegetativi. Anche la colorazione dei cadaveri con ocra rossa aveva un significato rigenerativo in quanto il rosso era il colore del sangue e dipingendoli di rosso - secondo queste credenze sulla fertilità - si restituiva la vita.

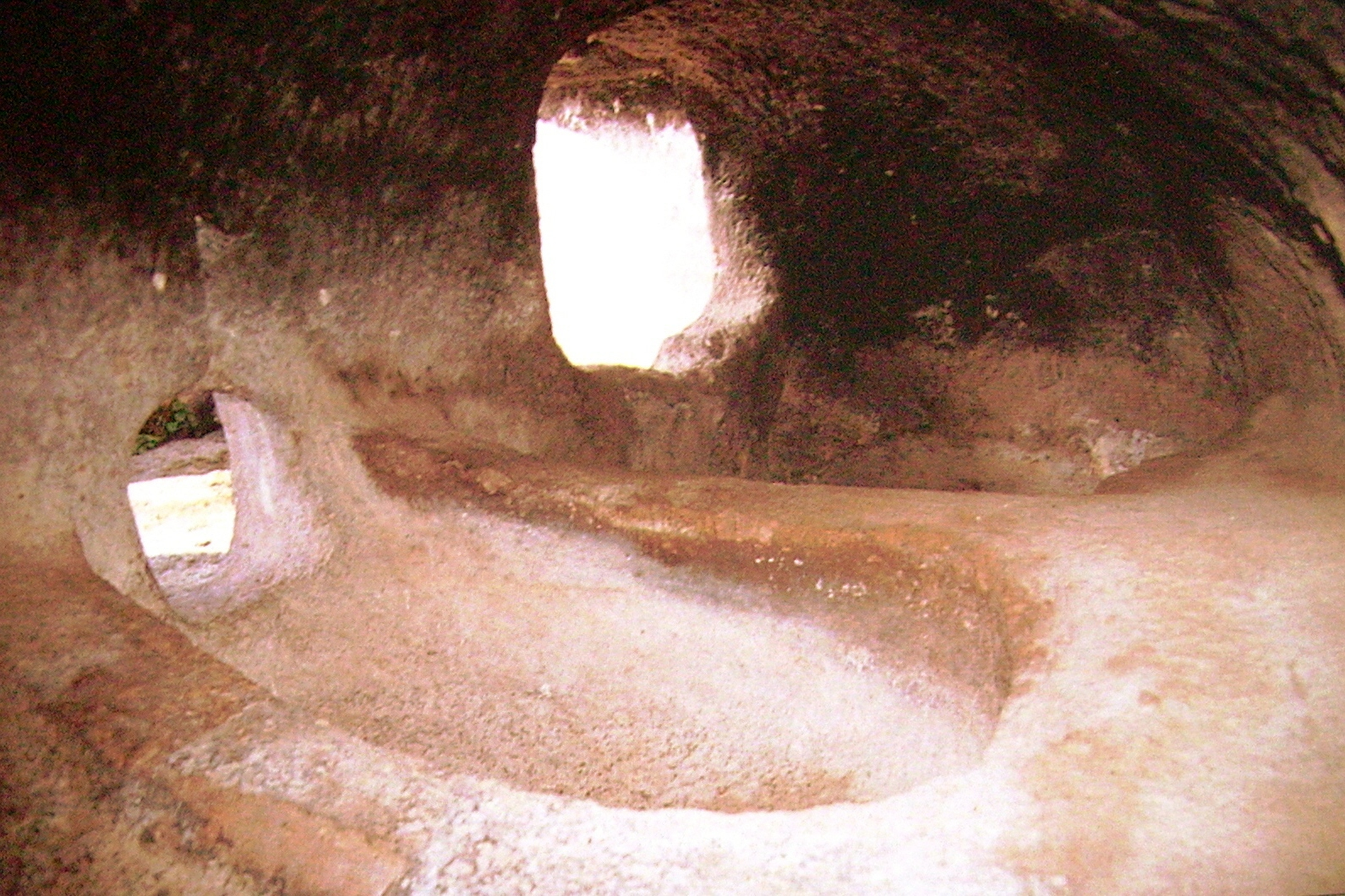
Necropoli di Montessu (Villaperuccio), interno di una Domus de janas

## Le diverse sepolture
Così come le capanne costituivano un villaggio, anche le sepolture erano raggruppate in piccole 'comunità di defunti': le necropoli, che i sardi successivamente chiamarono Domus de Janas. Molte di esse, quelle più monumentali, sono considerate sepolture di capi politici e forse anche religiosi, come avveniva a Creta ed in altre parti dell'oriente mediterraneo. La raffinatezza con la quale erano decorate le pareti ed il ritrovamento di elaborati manufatti confermano le ipotesi di una società molto ben organizzata e culturalmente avanzata. Numerosi sono gli esempi di queste particolari costruzioni e si possono distinguere principalmente due tipi di sepolture: 
- Le tombe ipogeiche, chiamate Domus de Janas.
- Le sepolture a circolo, o circoli megalitici, tipici della facies gallurese.

### Le tombe ipogeiche
Sono state ritrovate  - sparse su tutta l'isola  - più di 1.000 camere funerarie tagliate nella pietra e considerate indubbiamente di Cultura Ozieri. Legate a particolari credenze, esse rappresentavano le case abitate dai defunti durante la vita terrena ed erano perciò articolate con varie stanze e con precisi orientamenti, fornendoci in questo modo, una reale rappresentazione delle vere abitazioni, delle quali non ci sono pervenute che poche tracce, essendo state costruite essenzialmente in legno. Le pareti delle tombe erano sovente ornate da simboli magici in rilievo: teste di bue più o meno stilizzate, corna taurine, spirali o altri disegni geometrici. La riproduzione di alcune particolari case d'abitazione ricordano le tombe etrusche ma queste sono datate in epoche ben più recenti.
Ad Anghelu Ruju, nella zona di Alghero, si notano porte finte e protomi taurine dipinte sugli architravi delle tombe.

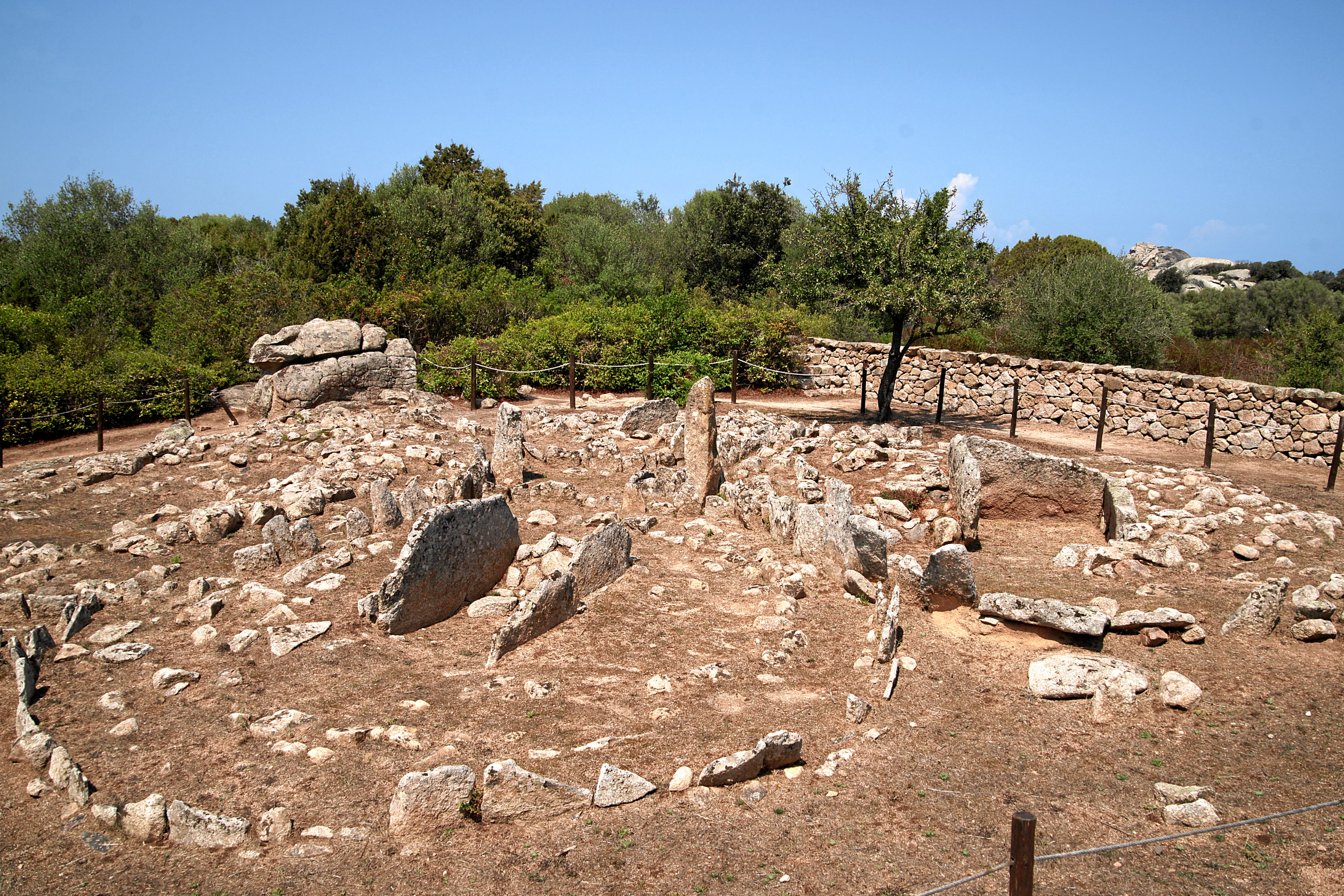
Arzachena, Circoli megalitici di Li Muri

### Le sepolture a circolo
Verso la fine del IV millennio e l'inizio del III, nelle gallure vennero edificate un particolare tipo di tombe, dette a circolo. È oramai accertato che la cultura di Ozieri al suo interno dava vita a varie differenziazioni. Una di queste è il cosiddetto aspetto dei circoli megalitici, chiamato fino a non poco tempo fa come cultura di Arzachena o anche aspetto culturale corso-gallurese, in quanto i ricercatori ritenevano le importanti strutture megalitiche galluresi e corse, espressione di una differente cultura.
Le più recenti scoperte hanno invece dimostrato che i circoli megalitici galluresi sono stati in realtà  edificati da genti di cultura Ozieri, a conferma della diversità esistente all'interno della stessa cultura principale. Queste particolari sepolture sono costituite da pietre infisse verticalmente seguendo la circonferenza di un cerchio e delimitando un'area al centro della quale si trovava una urna in pietra di forma quadrangolare, la cui utilità, si suppone, fosse quella di contenere i corpi scarnificati dei defunti, ormai ridotti a scheletri dopo una lunga esposizione agli agenti atmosferici.

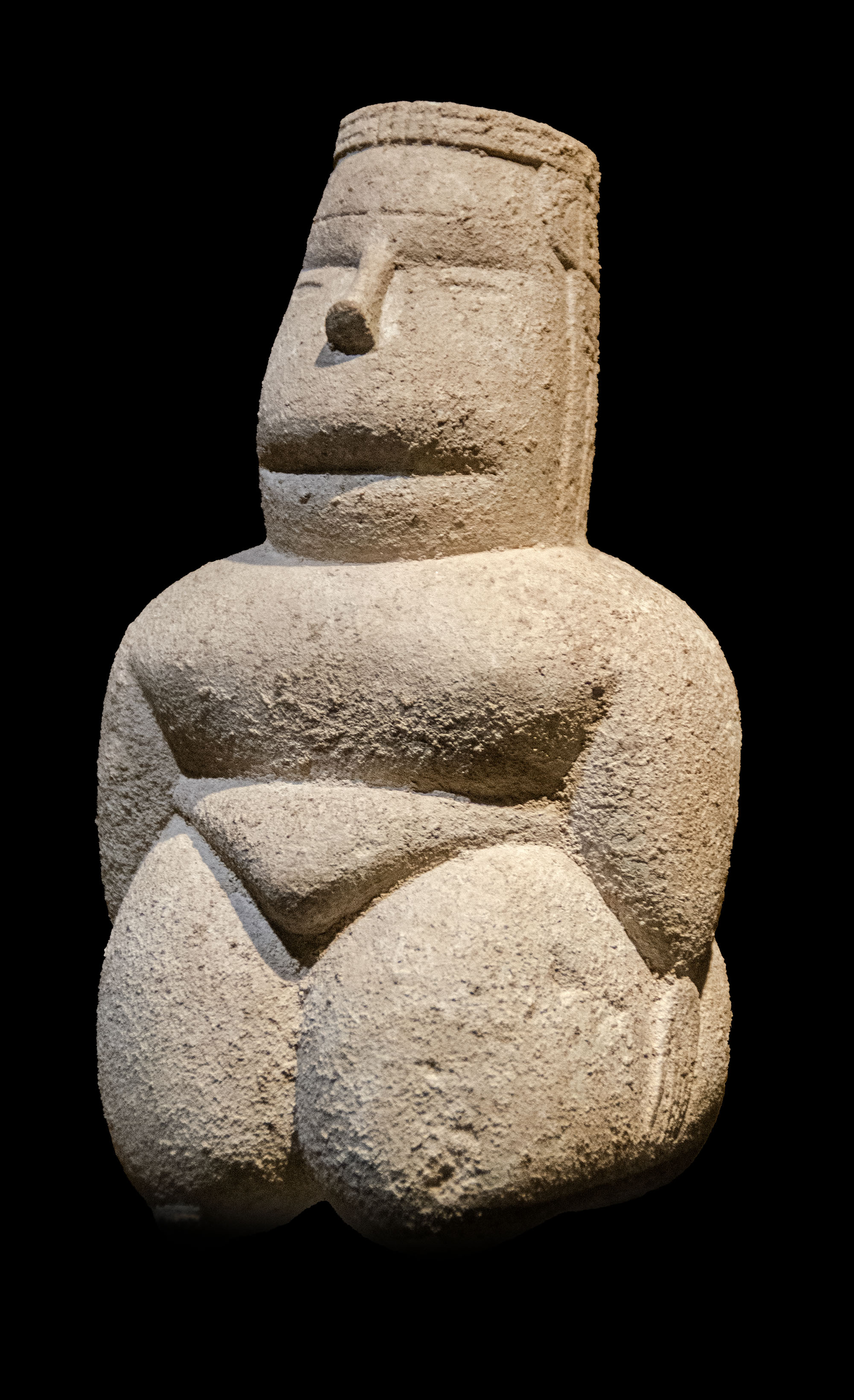
Cuccuru s'Arriu, statuina femminile. Cagliari - Museo archeologico Nazionale

## La figura della Dea Madre
La religiosità di queste popolazioni era strettamente legata alla natura e a tutte le sue manifestazioni (come le fonti d'acqua, la pioggia, i boschi), ma dalle testimonianze dei reperti archeologici,  traspare un importante culto legato alla fecondità e che aveva come figura centrale la Dea Madre, come i loro predecessori neolitici.
La rappresentavano attraverso statuine di marmo e di argilla, dalle forme lineari e geometriche, ma spesso anche molto esuberanti, a testimonianza di una concezione matriarcale del divino che richiama da vicino le piccole statuine dell'isola di Malta, evidenziando ancora una volta la prossimità culturale fra l'Oriente e l'Occidente del Mediterraneo.
Lo studioso Giovanni Lilliu, a proposito di questa singolare credenza delle antiche genti sarde, così si esprime:

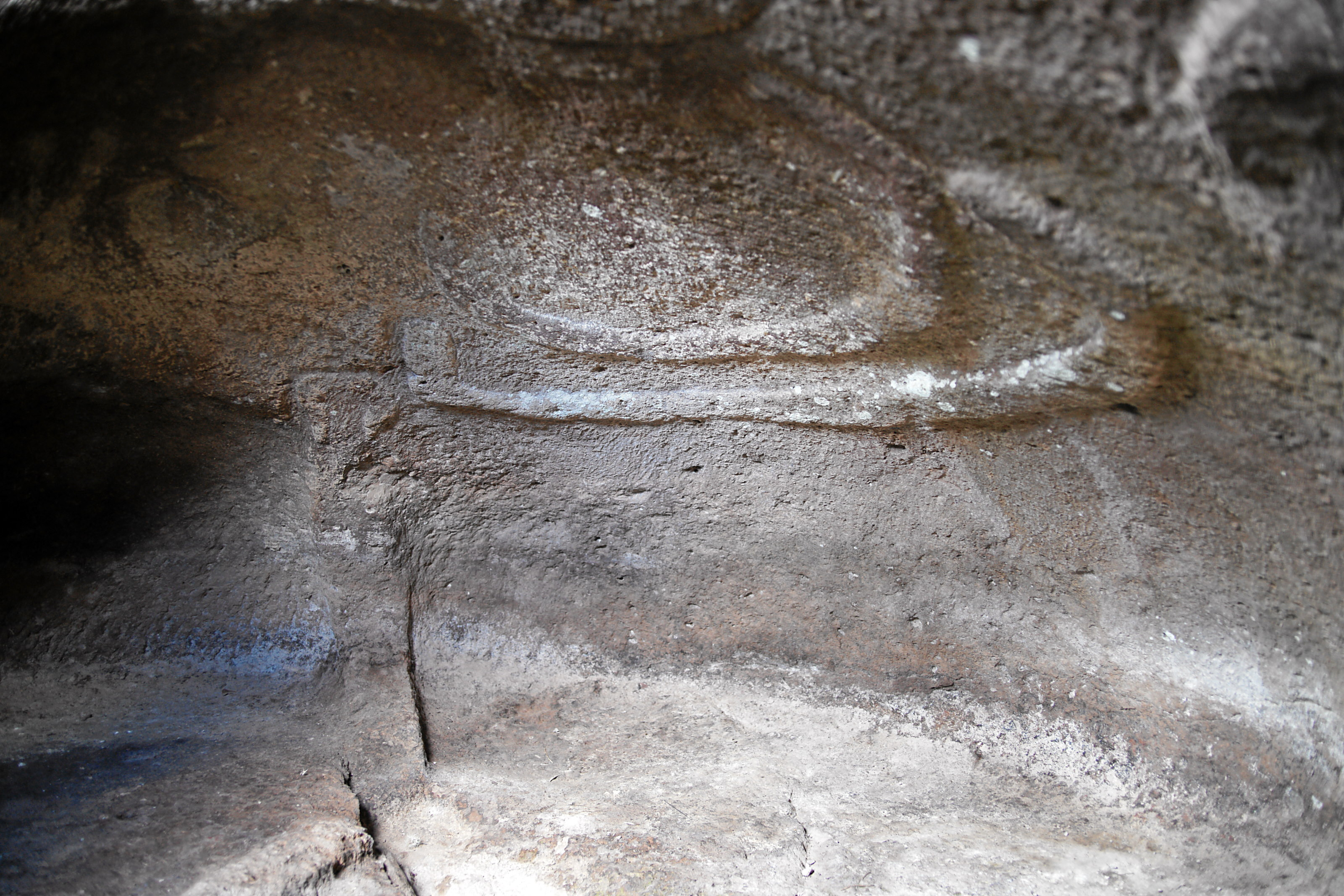
Corna taurine scolpite in una nicchia funeraria di una Domus de janas

(G. Lilliu, La Società in Sardegna nei secoli. Prima dei nuraghi. Pag 16)

## La figura delDio Toro
Altra particolare caratteristica della cultura di Ozieri è la figura astratta del Dio Toro, ossia il culto del bue. Secondo queste antiche credenze, questo animale incarnava la fertilità maschile legata al concetto della fecondità agraria, essenziale per lo sviluppo delle popolazioni nelle civiltà del Rame e del Bronzo. Queste credenze lasciano supporre che per gli antichi sardi esisteva un forte legame tra il simbolismo materno (e lunare) con il simbolismo taurino paterno (e solare).

Su questi particolari culti, lo studioso Giovanni Lilliu scrive: 
(G. Lilliu. La Società in Sardegna nei secoli. Prima dei nuraghi, pagg 16,17)

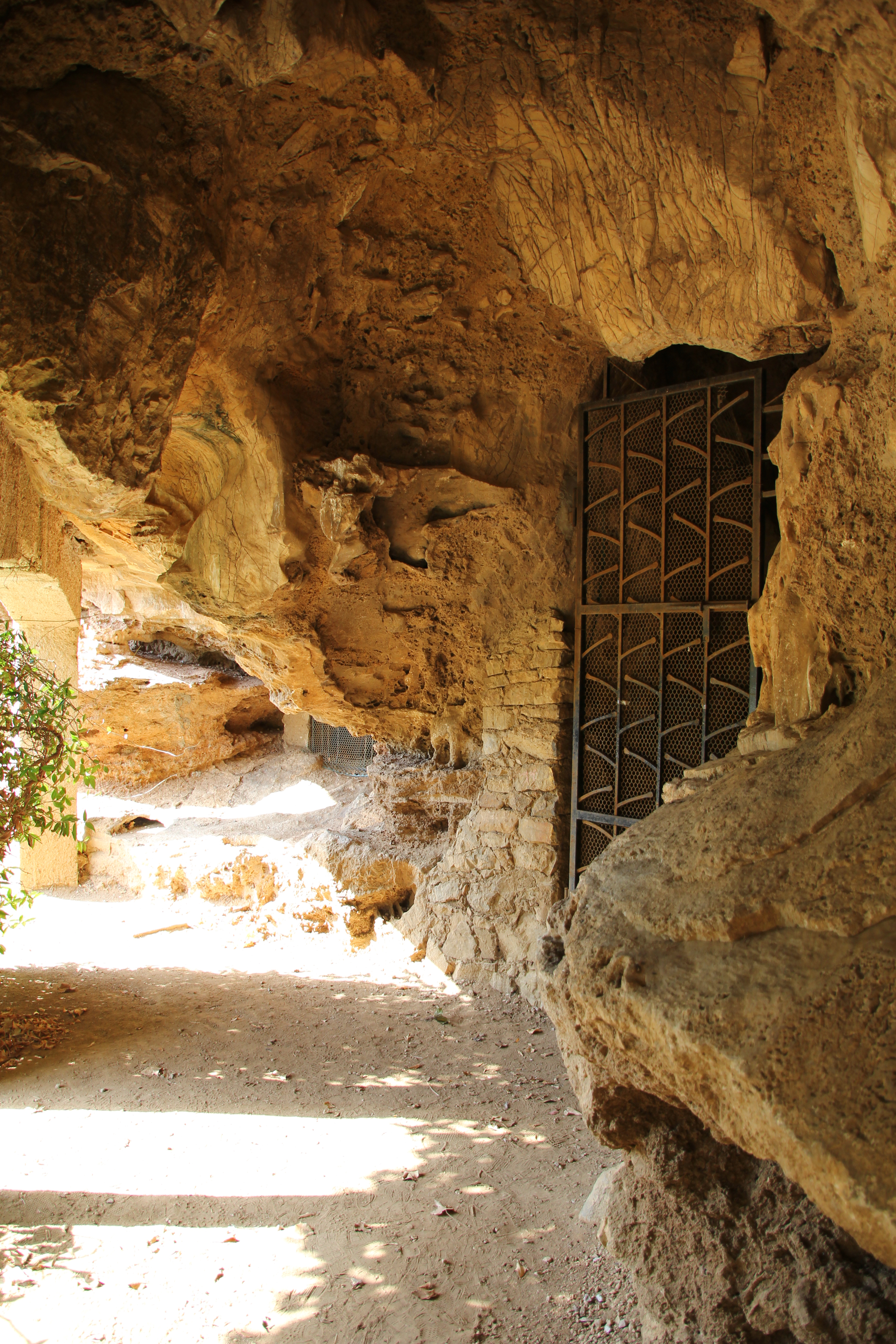
L'ingresso della grotta di San Michele a Ozieri